# Рембув (Серадзький повіт)
Рембув (пол. Rembów) — село в Польщі, у гміні Бжезньо Серадзького повіту Лодзинського воєводства.
Населення — 187 осіб (2011).
У 1975-1998 роках село належало до Серадзького воєводства.

## Демографія
Демографічна структура станом на 31 березня 2011 року:
|          | Загалом | Допрацездатний вік | Працездатний вік | Постпрацездатний вік |
| -------- | ------- | ------------------ | ---------------- | -------------------- |
| Чоловіки | 94      | 22                 | 62               | 10                   |
| Жінки    | 93      | 19                 | 51               | 23                   |
| Разом    | 187     | 41                 | 113              | 33                   |